# L'Estaca
L'estaca (en español: La estaca) es una canción compuesta en 1968 por el cantautor español Lluís Llach.
Esta canción, que se ha traducido a multitud de idiomas, ha llegado a popularizarse tanto que en muchos sitios se considera autóctona. Fue compuesta en plena dictadura del general Franco en España y es un llamamiento a la unidad de acción para liberarse de las ataduras, para conseguir la libertad. Se ha convertido en un símbolo de la lucha por la libertad.

## La letra de la canción
Llach realizó la composición en catalán. En ella cuenta, mediante la metáfora de la atadura a una estaca el trabajo por la libertad.

## Datos discográficos

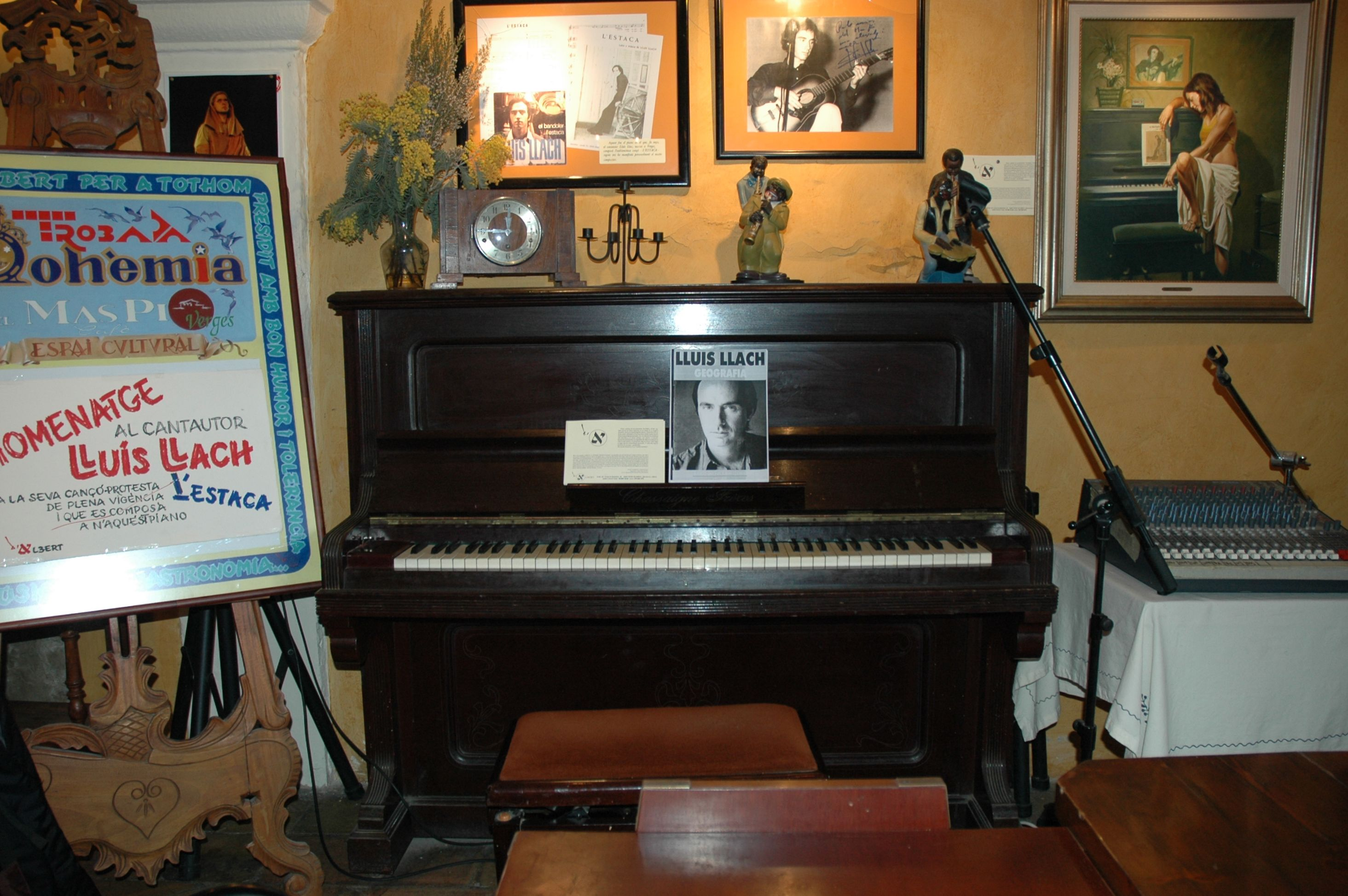
Piano con el que compuso L'Estaca Lluís Llach, en el Mas Pi, en Verges.

- Letra y Música: Lluís Llach.
- Año de edición. 1968.

### Discos de Lluís Llach en los que aparece
- Concèntric 6075 UC. EP. (1968)
- Els èxits de Lluís Llach (1968)
- Concèntric 45720 A (1970)
- Ara i aquí (1970)
- Lluís Llach a l'Olympia (1973)
- Barcelona. Gener de 1976 (1976)
- Camp del Barça, 6 de Juliol de 1985 (1985)
- Ara, 25 anys en directe (1992)

## Otras versiones
- El sindicato polaco Solidaridad adoptó esta canción como himno extraoficial.[4]
- Es el himno oficial del club de rugby Union Sportive Arlequins Perpignan (Unión Deportiva Arlequín de Perpiñán) (USAP) de Perpiñán (Francia).
- También ha sido la canción de la Revolución tunecina en 2011.[5]
- Toni Peret y el dúo Sistema 3 (DJ Richard y Johnny Bass) versionaron la canción en un remix Mákina con el mismo nombre.[6]
- El grupo Chjami Aghjalesi compone la canción 'Catena' (cadena) en 1990, inspirada en L'Estaca.
- El cantante francés de Perpiñán Maxime Cayuela hizo una versión en 2024 con la cantante de Córcega Lou Sévérac, en catalán y en corso.